# Christoph von Rotz
Christoph von Rotz né le 15 octobre 1966 à Sarnen, est une personnalité politique suisse membre de l'Union démocratique du centre.

## Biographie
Il est conseiller national comme représentant du canton d'Obwald de 2007 à 2011. 